# Daniel Henry Chamberlain

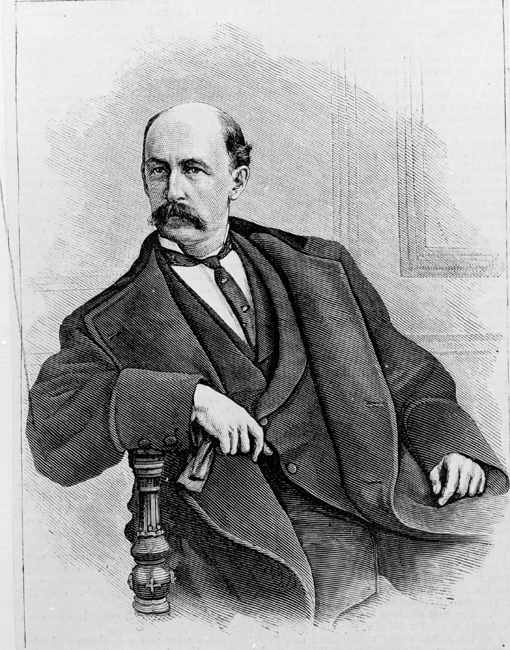
Daniel Henry Chamberlain

Daniel Henry Chamberlain (* 23. Juni 1835 in West Brookfield, Massachusetts; † 13. April 1907 in Charlottesville, Virginia) war ein US-amerikanischer Politiker und von 1874 bis 1877 Gouverneur von South Carolina.

## Frühe Jahre und politischer Aufstieg
Chamberlain wurde in West Brookfield, Massachusetts, am 23. Juni 1835, als neuntes von zehn Kindern von Eli Chamberlain und Achsah Forbes geboren. Nach der Worcester High School besuchte er die Amherst Academy sowie die  Phillips-Andover Academy. Er absolvierte die Yale University 1858–1862 mit Auszeichnung und wurde von dem Präsidenten von Yale als "geborenen Führer" beschrieben. Im Anschluss studierte Jura an der Harvard University, musterte jedoch am 15. März 1864 als 1st Lieutenant und Adjutant bei der 5th Cavalry, Company A, Massachusetts. Während des Bürgerkriegs stieg er vom Leutnant zum Hauptmann (Captain) in der Unionsarmee auf. Er diente bei einem Kavallerieregiment, das sich aus freiwilligen schwarzen Soldaten aus Massachusetts zusammensetzte. 1865 musterte er aus in Clarksville, Texas. Er kam nach South Carolina im Jahr 1866, um die Angelegenheiten eines verstorbenen Freundes zu regeln.  Er blieb dort und war er als Anwalt und Baumwollpflanzer tätig. 
Ab 1868 war er in South Carolina politisch aktiv. Als Mitglied der Republikanischen Partei war er 1868 Delegierter auf einem Konvent der die Verfassung des Landes überarbeitete. Von 1868 bis 1872 war er Justizminister (Attorney General) unter Gouverneur Robert Kingston Scott. In dieser Zeit distanzierte er sich von der Korruption der damaligen Verwaltung und kritisierte seine Partei, die teilweise in diese Vorgänge involviert war. Im Jahr 1872 strebte er die Nominierung seiner Partei für das Amt des Gouverneurs an, die ihm aber verwehrt wurde. Daher zog er sich nach Charleston zurück und praktizierte wieder als Anwalt. Im Jahr 1873 wurde er Mitglied des Kuratoriums der University of South Carolina und ein Jahr später schaffte er es dann doch, die Spitzenkandidatur seiner Partei zu erlangen.

## Gouverneur von South Carolina
Chamberlain gewann die Gouverneurswahlen vom 3. November 1874 mit 53,9 % der Stimmen gegen den Demokraten John T. Green (46,1 %). Als Gouverneur setzte er sich für Reformen in der Verwaltung ein. Er kürzte die Staatsausgaben und arbeitete am Abbau des Schuldenbergs, den seine beiden Vorgänger aufgebaut hatten. Dadurch legte er sich erneut mit seiner Partei an, die ihm auch verübelte, dass er seinem Amtsvorgänger Franklin Moses, der unter starkem Korruptionsverdacht stand, eine Stelle als Richter in South Carolina verweigerte. Im Sommer 1876 kam es nach einigen Übergriffen auf Schwarze zu Unruhen im Land, die der Gouverneur nur mit Hilfe des Militärs niederwerfen konnte. Trotzdem schaffte er 1876 die erneute Nominierung und, wie es zunächst den Anschein hatte, die Wiederwahl in das Amt des Gouverneurs. Das Wahlergebnis wurde von den Demokraten angefochten. Man stritt sich um die Gültigkeit der Stimmen aus zwei Bezirken. Schließlich wurden die Stimmen neu ausgezählt. Das neue Ergebnis ergab eine Mehrheit für den Demokratischen Kandidaten Wade Hampton III. Die Rechtmäßigkeit des Ergebnisses blieb aber weiter umstritten. Beide Seiten warfen sich gegenseitig Wahlbetrug vor. Chamberlain sträubte sich noch bis zum April 1877, ehe er auf Druck der Bundesregierung das Amt an Wade übergab. Zufälligerweise fand in Washington fast gleichzeitig ein ähnliches Gerangel um die Präsidentschaftswahlen zwischen Samuel Tilden und Rutherford B. Hayes statt. Nachdem Hayes als neuer US-Präsident feststand, ließ er Chamberlain wissen, dass er Wade als Gouverneur unterstütze und die militärische Besetzung South Carolinas beenden werde. Diese Entscheidung des Präsidenten hatte entscheidend zur Aufgabe Chamberlains beigetragen, der nun keinen politischen Rückhalt in South Carolina mehr hatte.

## Weiterer Lebenslauf
Daniel Chamberlain hatte am 16. Dezember 1868 Alice Ingersoll geheiratet. Sie hatten sechs Söhne: Julian, Paul, Hugh, Philip, Henry, und Waldo Emerson, von denen vier früh verstarben.
Chamberlain verließ 1877 South Carolina. Er ließ sich in New York City als Anwalt nieder. Zwischen 1883 und 1897 lehrte er Verfassungsrecht an der Cornell University. Seine Frau starb 1891 im Alter von 46 Jahren. Nach dem Tod seiner Ehefrau ging er 1891 zurück nach West Brookfield, wo er sein Elternhaus "Birch Hill" von seinem Bruder erwarb. Chamberlain beaufsichtigte den Umbau des Hauses nach seinem Ruhestand in den späten 1890er Jahren. Aber die Stadt hatte sich gewandelt und er traf nur wenige bekannte Gesichter, so dass er nicht bleiben mochte. Er bereiste Europa und Ägypten und ließ sich schließlich in Charlottesville in Virginia nieder, wo er 1907 an Krebs verstarb. Er wurde auf dem Pine Grove Cemetery in West Brookfield, Massachusetts, wo auch seine Familie bestattet war, beigesetzt.

## Veröffentlichungen
- The campaign in South Carolina; the real Democratic policy exposed; the "Mississippi" tactics as practiced in South Carolina; letter of Gov. Chamberlain to the chairman of the state Democratic executive committee; Republican reform vindicated and Democratic violence arraigned; a free ballot shall be secured (1876)
- Daniel Henry Chamberlain: Synopsis of lectures on the Constitution of the United States: before the School of Law of Cornell University 1889?-91?. Neuauflage 2009;  Publisher: Cornell University Library ISBN 978-1-1124-8655-5
- Charles Sumner and the treaty of Washington. Publisher: Press of G.G. Davis Worcester, Mass., 1902